# Tybjerglille Bakker
Tybjerglille Bakker er en landsby på Sydsjælland med 329 indbyggere  (2024). Tybjerglille Bakker er beliggende i Tybjerg Sogn fem kilometer nordøst for Herlufmagle og 14 kilometer nord for Næstved. Byen tilhører Næstved Kommune og er beliggende i Region Sjælland.